# 新戸古墳
新戸古墳（しんどこふん）または新戸1号墳は、京都府京丹後市大宮町奥大野にある古墳。形状は前方後円墳。新戸古墳群を構成する古墳の1つ。京丹後市指定史跡に指定されている。

## 概要
京都府北部、大宮町奥大野の独立丘陵上に築造された古墳である。同一丘陵東側にある2号墳（直径20メートルの円墳）との2基で新戸古墳群を形成し、周辺では本古墳群のほかにも10数基の古墳が確認されている。墳丘測量・石室実測調査が実施されている。
墳形は前方後円形で、前方部を東方向に向ける。埋葬施設は後円部における両袖式の横穴式石室で、南方向に開口する。丹後地方（京都府北部）では最大規模の巨石石室であり、玄室奥壁に石棚を付す点で特色を示す。石室内からは副葬品として馬具・切子玉・勾玉・金環が検出されている。
築造時期は、古墳時代後期の6世紀代と推定される。石棚付石室を有する古墳としては丹後地方で唯一の例であり、当地一帯は本古墳や東方の黒田2号墳など丹後地方で最後の前方後円墳の集中地域としても注目される。
古墳域は1986年（昭和61年）に旧大宮町指定史跡（現在は京丹後市指定史跡）に指定されている。

## 遺跡歴
- 石室実測（京都府史蹟勝地調査会：梅原末治委員、1919年に報告）[1]。
- 1927年（昭和2年）、北丹後地震で石室玄室東面の1石が崩落か[1]。
- 1978年（昭和53年）、墳丘・石室測量調査。前方後円墳説が浮上（同志社大学考古学研究室）[1][2]。
- 1986年（昭和61年）7月21日、旧大宮町指定史跡に指定（現在は京丹後市指定史跡）[5]。
- 2007年（平成15年）、墳丘測量調査[1]。

## 墳丘
墳丘の規模は次の通り。
- 墳丘長：35メートル
- 後円部
  - 直径：20メートル
  - 高さ：5メートル
- 前方部
  - 幅：28メートル
  - 高さ：4メートル

1978年（昭和53年）の測量調査以前は、直径22メートル・高さ4.5メートルの円墳とされたが、同調査によって前方後円墳として認知されている。

## 埋葬施設

石室俯瞰図

石室展開図

埋葬施設としては後円部において両袖式横穴式石室が構築されており、南方向に開口する。石室の規模は次の通り。
- 石室全長：現存7.1メートル[4]
- 玄室：長さ5.96メートル、幅2.08-2.15メートル、高さ3.36メートル[1]
- 羨道：現存長1.2メートル[4]

石室は巨石を使用して構築され、丹後地方（京都府北部）では最大規模になる。また玄室奥壁に石棚を付す特徴を示し、丹後地方では唯一の例になる。

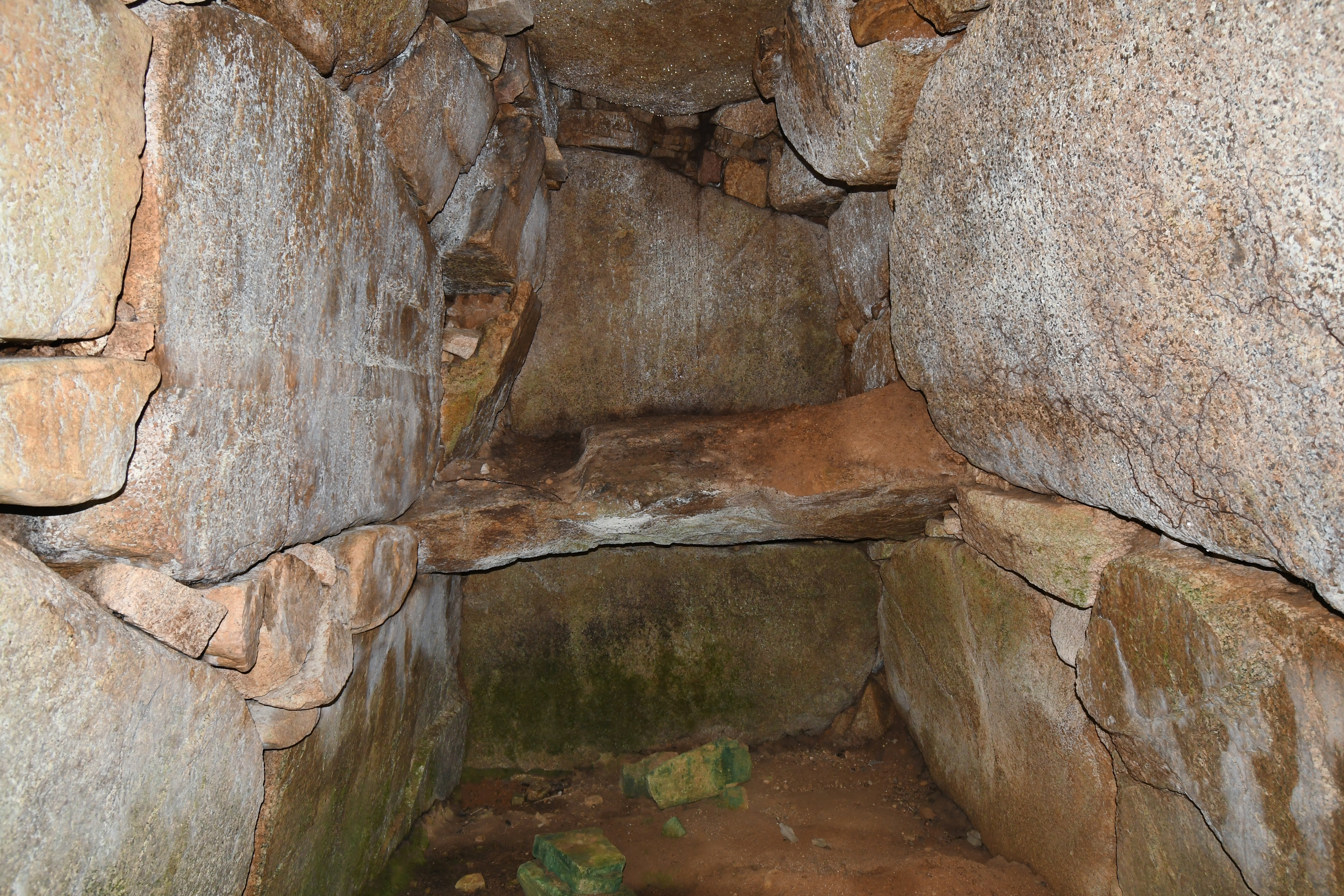
玄室（奥壁方向）
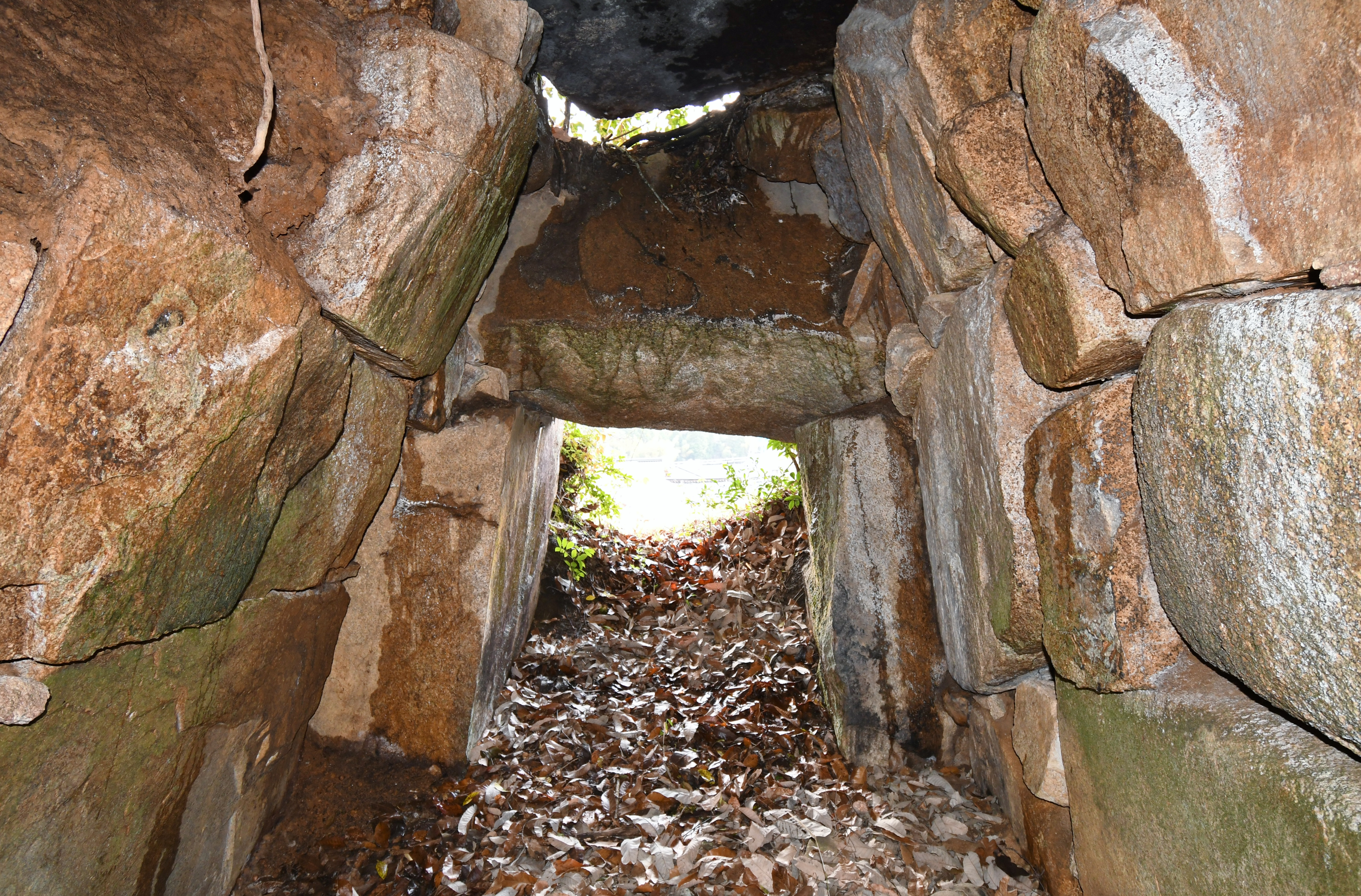
玄室（開口部方向）
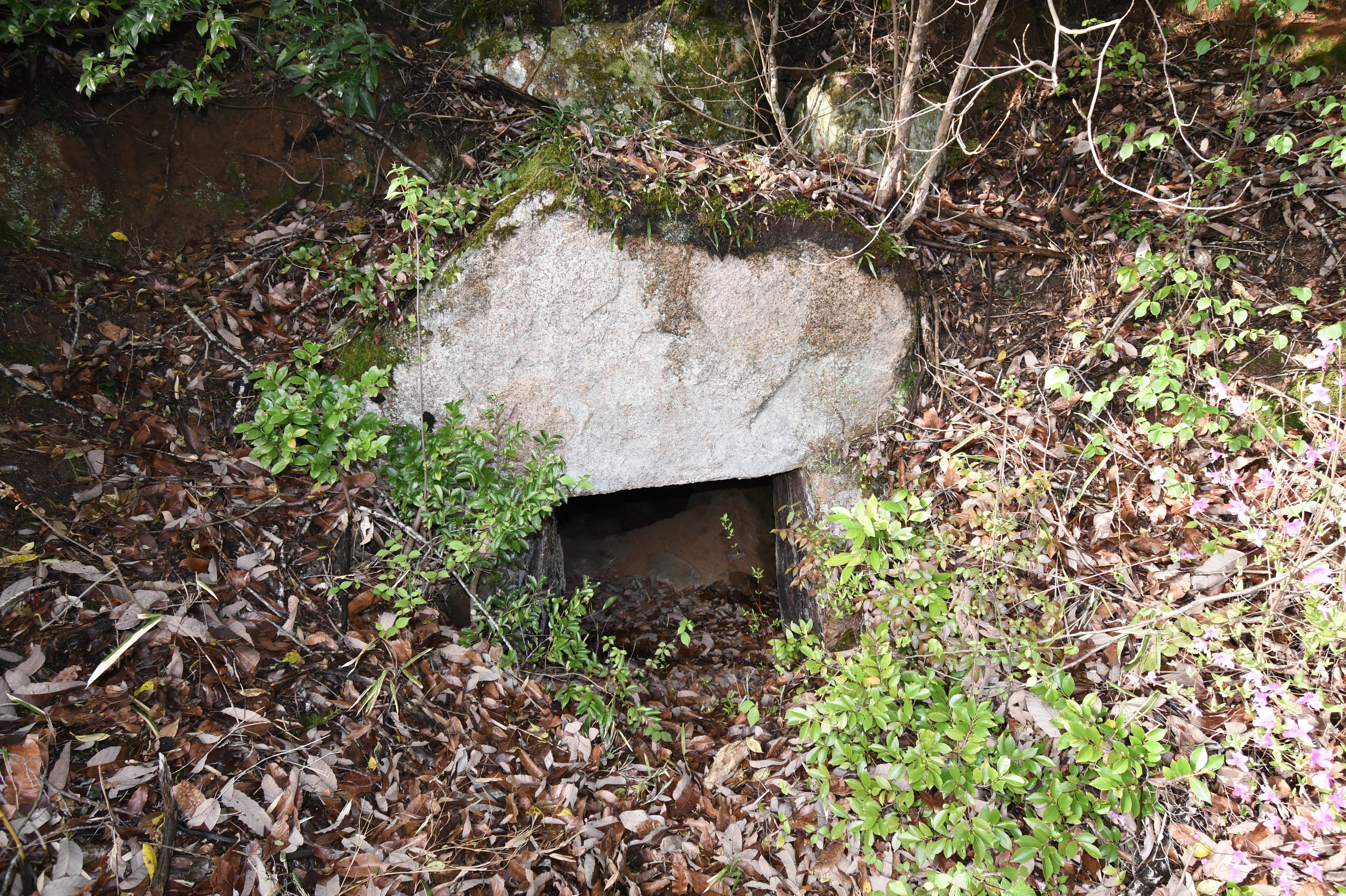
開口部

## 出土品
石室内で検出された副葬品は次の通り。
- 雲珠 1
- 鏡板 1
- 水晶製切子玉 1
- 瑪瑙製勾玉 3
- 金環 10

## 文化財

### 京丹後市指定文化財
- 史跡
  - 新戸古墳 - 1986年（昭和61年）7月21日指定[5]。

## 関連文献
（記事執筆に使用していない関連文献）
- 「奥大野村古墳石室」『京都府史蹟勝地調査會報告』 第一冊、京都府、1919年。 - リンクは国立国会図書館デジタルコレクション。